# Парламент Ямайки
Парламент Ямайки (англ. Parliament of Jamaica) — законодательный орган Ямайки. Парламент Ямайки является двухпалатным.
Верхняя палата — Сенат Ямайки. Он состоит из 21 сенатора, которых назначает генерал-губернатор Ямайки (13 по совету премьер-министра и восемь по совету лидера оппозиции). Нижняя палата — Палата представителей Ямайки. Там заседают 63 парламентария. Члены палаты представителей избираются голосованием сроком на 4 года по системе относительного большинства.
Парламент заседает в «Доме Гордона», расположенном по адресу 81 Duke Street, Кингстон. Дом был построен в 1960 году и получил название в память о ямайском патриоте Джордже Уильяме Гордоне.